# العبودية في فلسطين

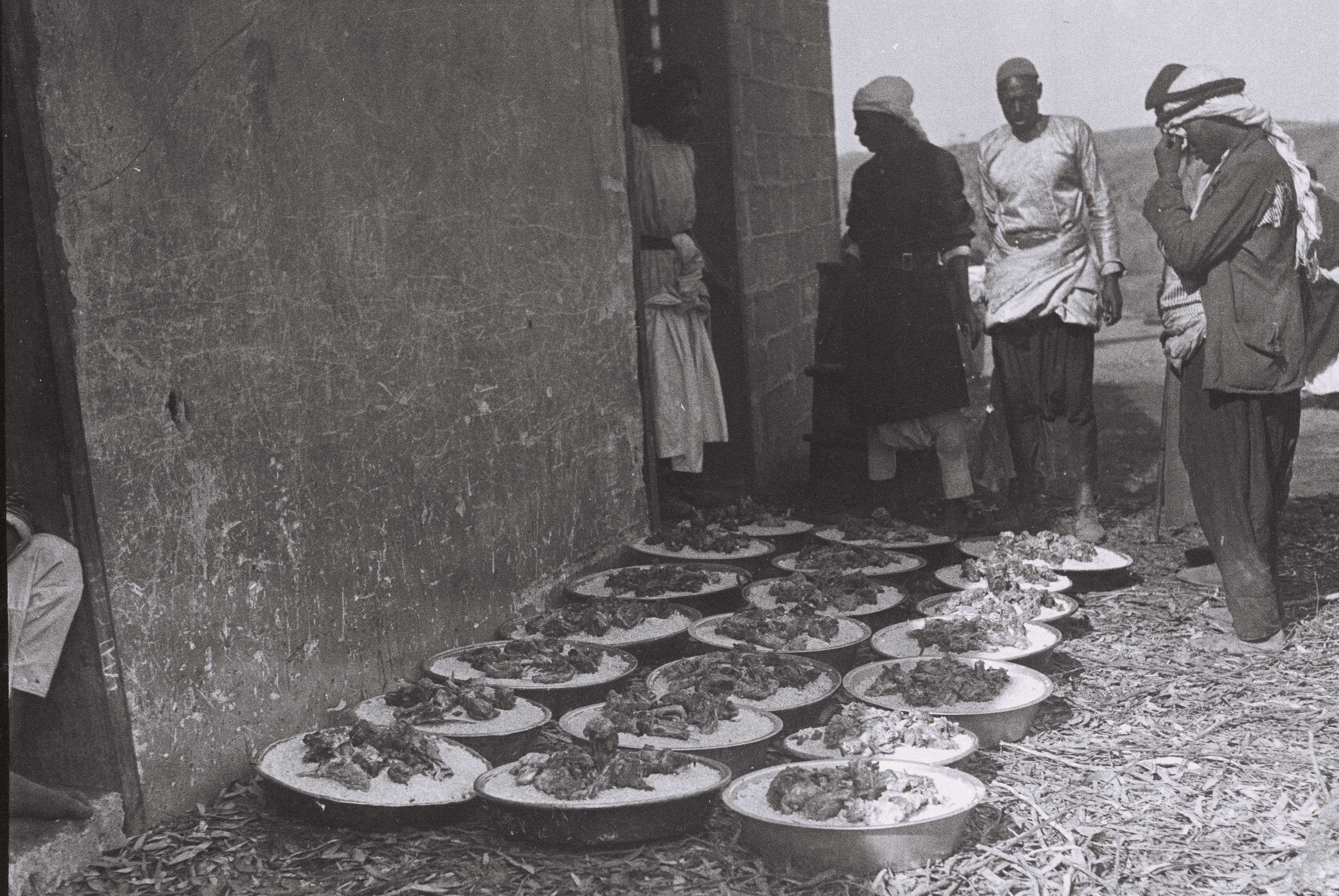
الخدم ينتظرون تقديم أطباق الأرز ولحم الضأن المشوي للضيوف الذين يحضرون حفل زفاف أحد المزارعين العرب في النقب.

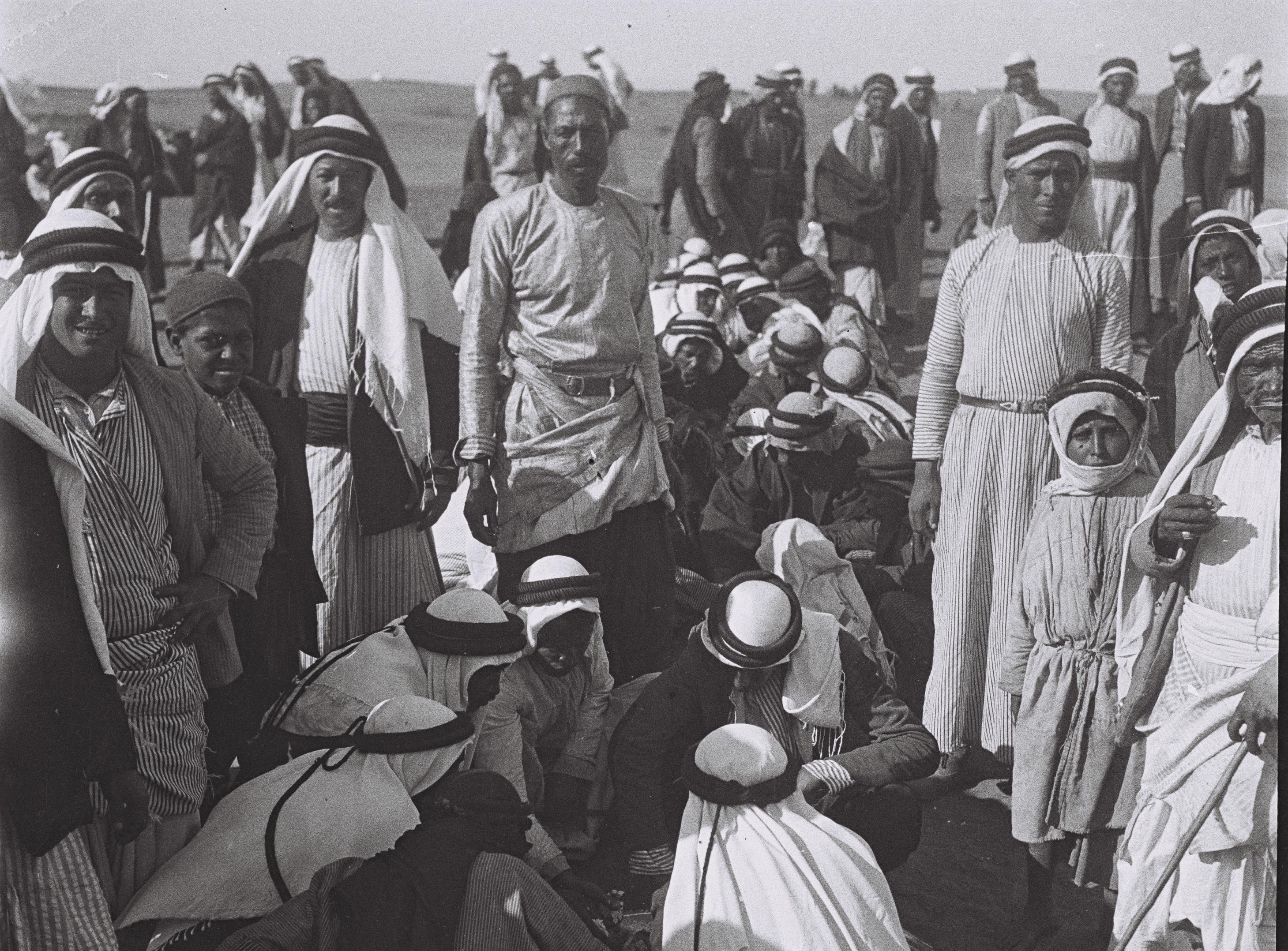
أفراد عائلات الزوجين الشابين الذكور يتناولون بقايا الطعام الذي تم تقديمه في حفل زفاف اثنين من البدو في النقب.

كانت العبودية العلنية قائمة في منطقة فلسطين حتى القرن العشرين. وتوقفت تجارة الرقيق إلى فلسطين العثمانية رسميا في سبعينيات القرن التاسع عشر عندما سجِل وصول آخر سفينة رقيق وبعد ذلك بدا أن العبودية تضاءلت تدريجيا إلى ظاهرة هامشية في تعداد عام 1905. ومع ذلك استمر العبيد السابقون وأطفالهم في العمل لصالح عبيدهم السابقين وما زالوا يعيشون في حالة من العبودية الفعلية في ثلاثينيات القرن العشرين. وينحدر العديد من أعضاء الأقلية الفلسطينية السوداء من العبيد السابقين.

## فلسطين العثمانية (1516-1917)
كانت فلسطين تاريخيا جزءا من دول أكبر وبالتالي كانت مؤسسة العبودية في المنطقة ممثلة في مؤسسة العبودية في الخلافة الراشدة (632-661) والعبودية في الخلافة الأموية (661-750) والعبودية في الخلافة العباسية (750-1099) والعبودية في سلطنة المماليك (1187-1516) وأخيرا العبودية في الإمبراطورية العثمانية بين عامي 1516 و1917.

### تجارة الرقيق
كانت فلسطين قريبة من تجارة الرقيق في البحر الأحمر ولكنها كانت أيضا قريبة من موانئ الرقيق في البحر الأبيض المتوسط حيث كان يتم استيراد العبيد من تجارة الرقيق عبر الصحراء الكبرى عبر ليبيا ومصر.
أصدرت الإمبراطورية العثمانية مراسيم لتقييد تجارة الرقيق والتخلص منها تدريجيا بين عامي 1830 و1909 لكن هذه القوانين لم تطبق بصرامة في المقاطعات العثمانية مثل فلسطين وشبه الجزيرة العربية.
في عام 1880 تنازلت الإمبراطورية العثمانية لبريطانيا عن حق تفتيش ومصادرة أي سفينة متجهة إلى الأراضي العثمانية يشتبه في أنها تحمل عبيدا بموجب الاتفاقية الأنجلو-عثمانية لعام 1880. أدى الاحتلال البريطاني لمصر في عام 1882 إلى إزعاج استيراد العبيد إلى المقاطعات المتوسطية للإمبراطورية العثمانية بشكل خطير حيث جاء جزء كبير من استيراد العبيد عبر مصر. حظرت اتفاقية تجارة الرقيق الأنجلو-مصرية رسميا تجارة الرقيق من السودان إلى مصر وبالتالي وضعت حدا رسميا لاستيراد العبيد من السودان. أعلنت الإمبراطورية العثمانية رسميا عن تحرير العبيد السود في عام 1889.
وصلت آخر سفينة رسمية لنقل العبيد إلى حيفا في فلسطين عام 1876 وبعد ذلك بدا أن تجارة العبيد الرسمية إلى فلسطين قد توقفت. ويبدو أن نهاية تجارة العبيد العلنية أدت أيضا إلى الموت التدريجي للعبودية نفسها. ففي تعداد فلسطين لعام 1905 تم تسجيل ثمانية أفراد فقط رسميا كعبيد. ومع ذلك وبينما لم يعد يشار إليهم رسميا كعبيد بدا الأمر وكأن العبيد السابقين استمروا في العمل لصالح عبيدهم السابقين كما فعل أطفالهم.
في العقود الأخيرة من العبودية العلنية في فلسطين بدا أن أصل العبيد كان مشابها لأصول المقاطعات العثمانية الأخرى في ذلك الوقت: كانت الأقلية من القوقازيين (عادةً الشركس) لكن الغالبية العظمى من العبيد كانوا من أصل أفريقي ومعظمهم من إثيوبيا (الحبشة) والسودان.

### الوظيفة والشروط
كان العبيد يسند إليهم مهام كانت تعتبر محتقرة ومهينة للمسلمين الأحرار مثل الخدم المنزليين والخدمات البلدية والعمل الصناعي والعبيد الجنسيين (المحظيات) وعمال المزارع والمزارعين. وكما هو الحال عادة في أجزاء أخرى من العالم الإسلامي كان العبيد مفضلين على الأشخاص العاملين الأحرار كخدم منزليين لأنهم كانوا يعتمدون على صاحب عملهم وليسوا مخلصين لعشيرتهم وعائلاتهم.
كانت العبيد الإناث يستخدمن كخادمات منزليات في المنازل الخاصة وكذلك المحظيات (عبيد الجنس) بينما كان العبيد الذكور يستخدمون في عدد من المهام المختلفة مثل العمال والحراس الشخصيين والخدم.
كانت الجواري-الإماء الجنسيات للرجال الحضريين الأثرياء اللاتي أنجبن ابنا لعبدهن يعدن الأكثر امتيازا حيث أصبحن أم ولد وأصبحن أحرارا عند وفاة عبدهن وكانت جارية البدو تعيش في الغالب نفس حياة بقية أفراد القبيلة ونساء العائلة. كانت الإماء المنزليات يعشن حياة صعبة وكان التكاثر بين العبيد منخفضا ولوحظ أن معدل وفيات الرضع كان مرتفعا بين العبيد وأن الإماء الإناث غالبا ما تعرضن للاغتصاب في طفولتهن ونادرا ما عشن في الأربعينيات من عمرهن وأن أصحاب العبيد الفقراء غالبا ما كانوا يمارسون الدعارة معهن.
كان وصف العبيد من قبل الأجانب أقل ندرة لأن النساء كن يعشن في عزلة الحريم ولكن الخادمات (العبيد) لوحظن أحيانا أثناء المرور مثل إدوارد روبنسون الذي لاحظ عند زيارته لمنزل عربي في يافا عام 1838: "من بين العديد من الإناث التي كانت تحتوي عليها لم نر أحدا سوى أم العائلة التي رحبت بنا عند مدخلنا والعبد النوبي الذي غسل أقدامنا".
يعرف العبيد الذكور أيضا بالشعراء لزعماء القبائل البدوية خلال القرنين التاسع عشر والعشرين. لاحظ ويليام هيبورث ديكسون العبيد في مهام مختلفة في القدس في ستينيات القرن التاسع عشر كما في تصويره لبوابة يافا عندما ذكر "هذا الزنجي النائم بالقرب من بغله هو عبد من أعالي النيل وينتمي إلى بك عربي يؤجره" والخدم في المقاهي: "ادخل إلى هذا المقهى حيث يدخن الشيخ العجوز بالقرب من الباب "استدع النادل وهو في العادة عبد زنجي واطلب كأسا من الراحة السوداء ونرجيلة وقطعة من الفحم الحي" و"سعيد نوبي وزنجي وعبد ومثله كمثل البغل والخيول فهو ملك لرجل عربي ليس فخورا إلى الحد الذي يمنع شعبه وحيواناته من كسب المال عن طريق التجارة".
في خمسينيات القرن التاسع عشر زار راندال ويليام ماكجافوك من تينيسي مدينة الرملة ووصف العادة المتعلقة بأطفال العبيد الفلسطينيين وقارنها بالعبودية في الولايات المتحدة:
كان من الشائع إعتاق العبيد. ومع ذلك نادرا ما كان للإعتاق معنى عملي حقيقي حيث كان المحررون عادة ما يستمرون ببساطة في العيش في نفس العبودية كما كان من قبل. في عام 1885 لاحظ القنصل الأمريكي في القدس سيلاه ميريل أن العادة التي تنص على أن العبيد الذين حرروهم من العبودية استمروا في كونهم عبيدا في الممارسة العملية:

## الإلغاء
في عام 1920 تحولت فلسطين العثمانية رسميا إلى فلسطين الانتدابية البريطانية (1920-1948). كانت الإمبراطورية البريطانية بعد أن وقعت على اتفاقية العبودية لعام 1926 كعضو في عصبة الأمم ملزمة بالتحقيق في العبودية وتجارة الرقيق والإبلاغ عنها ومكافحتها في جميع الأراضي الخاضعة للسيطرة المباشرة أو غير المباشرة للإمبراطورية البريطانية. كانت السياسة البريطانية مناهضة للعبودية إلا أنها في الواقع كانت مترددة في التدخل في القضايا الثقافية إذا خشيت أن يتسبب تدخلها في إحداث اضطرابات. وفي التقرير البريطاني المقدم إلى لجنة العبودية المؤقتة التابعة لعصبة الأمم لعام 1924 أفادوا بأن العبودية كانت موجودة في شرق الأردن ولكنها انتهت في فلسطين في أوائل القرن العشرين بعد توقف استيراد العبيد. ووفقا للبريطانيين كانت قبائل البدو الفلسطينية تمتلك خدما أفارقة يطلق عليهم اسم عبيد لكنهم الآن يتمتعون بنفس الحقوق التي يتمتع بها بقية أفراد القبيلة ويجب اعتبارهم عبيدا سابقين ويجب أن ينطبق نفس المصطلح على الخادمات الأفريقيات من العائلات النبيلة العربية. عندما صادقت عصبة الأمم على اتفاقية العبودية لعام 1926 كان من المتوقع أن ينفذها البريطانيون في مستعمراتهم والأراضي التابعة الأخرى. عندما قدم البريطانيون تقريرا جديدا إلى عصبة الأمم في عام 1926 ذكروا أن العبودية ليس لها أساس قانوني في فلسطين أو شرق الأردن وبالتالي لم يكن من الضروري أن يحظرها البريطانيون.
في عام 1931 أجرت الشرطة ومفتشة الرعاية مارغريت نيكسون تحقيقا نيابة عن الحكومة البريطانية بشأن الخادمات المستعبدات في الأسر العربية الخاصة. أظهرت نتيجة التحقيق أنه بعد توقف تجارة الرقيق إلى فلسطين باع العبيد الأفارقة من قبائل البدو في وادي الأردن أطفالهم (بشكل أساسي بناتهم) كخدم وخادمات منزليات. بعد الحرب العالمية الأولى بدأ يطلق على هذه العادة اسم التوظيف حيث تم بيع الفتيات كخادمات متعاقدات لفترة تتراوح بين سبعة وخمسة وعشرين عاما وفي عام 1931 كان هناك حوالي 150 فتاة من هذا القبيل في نابلس وحوالي 150 أخرى في بقية فلسطين. كما لوحظ أن الخدم العابدين من القبائل البدوية في وادي الأردن على الرغم من أنهم أصبحوا الآن يطلق عليهم رسميا اسم العبيد السابقين إلا أنهم كانوا في الواقع لا يزالون عبيدا في الممارسة العملية حيث لم يمتلكوا شيئا ولم يكن بإمكانهم سوى الزواج من عبيد آخرين وكان عليهم وأطفالهم خدمة أفراد قبيلتهم العربية بدون راتب ما لم يهربوا إلى جزء آخر من فلسطين. أراد البريطانيون حظر الممارسة ولكن نظرا لأن العابدين وبناتهم بدا أنهم يقبلون الوضع كما هو ولا يهتمون بالاحتجاج أو تغيير الممارسة فقد فضل البريطانيون عدم التدخل في الأمر. اقتصر البريطانيون على تقديم قانون تشغيل الفتيات لعام 1933 والذي جعل جميع العقود التي تنص على أكثر من عام واحد من الخدمة غير قانونية تلقائيا.
في عام 1934 أقر تقرير للجنة الاستشارية للخبراء بشأن العبودية التابعة لعصبة الأمم بأن العبيد لا يزالون يحتجزون بين شيوخ البدو في الأردن وفلسطين وأن العبودية كانت مستمرة تحت ستار المحسوبية.
العديد من أعضاء الأقلية الفلسطينية السوداء هم من نسل العبيد السابقين. غالبا ما يطلق على المجتمع في شمال أريحا اسم "عبيد الديوك" حتى في العصر الحديث. أطلق الفلسطينيون الأفارقة الذين يعيشون الآن في المجمعين بالقرب من المسجد الأقصى على المنطقة اسم الوطن منذ عام 1930. لقد عانوا من التحيز حيث أشار إليهم بعض العرب الفلسطينيين باسم "العبيد" وإلى حيهم باسم "سجن العبيد".